# Yasmani Copello
Yasmani Copello (n. 15 aprilie 1987, La Habana, Havana Province⁠(d), Cuba) este un atlet din Cuba ce a reprezentat Turcia, medaliat olimpic. A participat la trei ediții ale Jocurilor Olimpice (2016, 2020, 2024) în care a câștigat o medalie de bronz în proba de 400 m garduri.

## Palmares
| An   | Competiție           | Locație                  | Loc | Eveniment     | Note    |
| ---- | -------------------- | ------------------------ | --- | ------------- | ------- |
| 2015 | Campionatul Mondial  | Beijing, China           | 6   | 400 m garduri | 48,96   |
| 2016 | Campionatul European | Amsterdam, Țările de Jos | 1   | 400 m garduri | 48,98   |
| 2016 | Jocurile Olimpice    | Rio de Janeiro, Brazilia | 3   | 400 m garduri | 47,92   |
| 2017 | Campionatul Mondial  | Londra, Marea Britanie   | 2   | 400 m garduri | 48,49   |
| 2018 | Campionatul European | Berlin, Germania         | 2   | 400 m garduri | 47,81   |
| 2018 | Cupa Continentală    | Ostrava, Cehia           | 4   | 400 m garduri | 48,65   |
| 2019 | Campionatul Mondial  | Doha, Qatar              | 6   | 400 m garduri | 48,25   |
| 2021 | Jocurile Olimpice    | Tokio, Japonia           | 6   | 400 m garduri | 47,81   |
| 2022 | Campionatul Mondial  | Eugene, Statele Unite    | 22  | 400 m garduri | 51,49   |
| 2022 | Campionatul European | München, Germania        | 3   | 400 m garduri | 48,78   |
| 2023 | Campionatul Mondial  | Budapesta, Ungaria       | 14  | 400 m garduri | 48,66   |
| 2024 | Ștafetele Mondiale   | Nassau, Bahamas          | 7   | 4x400 m       | 3:06,35 |
| 2024 | Campionatul European | Roma, Italia             | 23  | 400 m garduri | 50,57   |
| 2024 | Jocurile Olimpice    | Paris, Franța            | –   | 400 m garduri | NS      |